# Moudjahidines afghans
Les moudjahidines afghans (arabe: افغان مجاهدين , romanisé:  Afghān mujāhidīn), également orthographiés mujaahideens, étaient des militants rebelles islamistes qui ont combattu la République démocratique d'Afghanistan et l'Union soviétique pendant la guerre soviéto-afghane et la première guerre civile afghane qui a suivi.
Le terme mujāhidīn (arabe : مجاهدين) est utilisé dans un contexte religieux par les musulmans pour désigner ceux engagés dans une lutte de quelque nature que ce soit au nom de l'Islam , communément appelée jihad (جهاد). Les moudjahidines afghans étaient constitués de nombreux groupes qui différaient les uns des autres par des lignes ethniques et/ou idéologiques, mais étaient unis par leurs objectifs anticommunistes et proislamiques. L'union était également largement désignée par leurs partisans occidentaux comme la résistance afghane , tandis que la presse occidentale les qualifiait souvent de rebelles musulmans, de guérilleros ou d'« hommes de la montagne ». Ils étaient communément appelés par les troupes soviétiques dukhi (russe : дýхи , lit.  « esprits ») comme dérivation du mot dari دشمان dushman , qui s'est transformé en dukh court et convenait également en raison de leurs tactiques de guérilla ; Les civils afghans les appelaient souvent les tanzim (pachtou / persan : تنظیم , trad.  « organisation »), tandis que le gouvernement afghan les appelait dushman (دشمان , lit.  « ennemi »), un terme également employé par les Soviétiques (душмánы , Douchmany).
Les militants des moudjahidines afghans ont été recrutés et organisés immédiatement après l'invasion de l'Afghanistan par l'Union soviétique en 1979, initialement parmi la population afghane régulière et les déserteurs de l' armée afghane , dans le but de mener une lutte armée contre le gouvernement communiste. Le Parti communiste de l'Afghanistan, qui avait pris le pouvoir lors de la révolution de Saur de 1978, et de l'Union soviétique, qui avait envahi le pays pour soutenir le premier. Il y avait de nombreuses factions idéologiquement différentes parmi les moudjahidines, les plus influentes étant les partis Jamiat-e Islami et Hezb-e Islami Gulbuddin. Les moudjahidines afghans étaient généralement divisés en deux alliances distinctes : l'union islamique sunnite la plus grande et la plus importante, collectivement appelée les « Sept de Peshawar », basée au Pakistan , et la plus petite union islamique chiite appelée collectivement les « Huit de Téhéran », basée en Iran, ainsi que des unités indépendantes qui se faisaient appeler « moudjahidines ». L'alliance des « Sept de Peshawar » a reçu une aide importante des États-Unis (Opération Cyclone), du Royaume-Uni , du Pakistan, de l'Arabie Saoudite, de la Chine, ainsi que d'autres pays et donateurs privés internationaux.

## Alliés et financement
Les moudjahidines étaient fortement soutenus par le Pakistan (par l'intermédiaire de l' Inter-Services Intelligence) et les États-Unis (par l'intermédiaire de la Central Intelligence Agency), recevant également un soutien principalement de l'Arabie saoudite et de la République populaire de Chine , tandis qu'un soutien plus secret provenait du Royaume-Uni, l'Égypte et l'Allemagne de l'Ouest (par l'intermédiaire du Service fédéral de renseignement). La faction Hezb-i Islami Gulbuddin a reçu la part du lion des armes de l'ISI et de la CIA. Tandis que le groupe d'Ahmad Shah Massoud était soutenu par le MI6 britannique et formé et approvisionné par le SAS. Le soutien britannique à la résistance afghane s'est avéré être l'opération secrète la plus étendue menée par Whitehall depuis la Seconde Guerre mondiale. Le Pakistan contrôlait quels rebelles recevaient de l'aide : les quatre factions « intégristes » recevaient la majeure partie du financement. Une grande quantité de financement provenait également de donateurs privés et d'organisations caritatives des États arabes du golfe Persique. L'Iran a appuyé les groupes islamiques chiites dominés par des Hazaras.